# Barbie Fairytopia: Mermaidia
Barbie: Mermaidia (nombre alternativo Barbie Fairytopía: Mermaidia) o
Barbie Fairytopía: El mundo de Mermaidia en Hispanoamérica. Es una película de 2006 de Barbie directa a vídeo dirigida por Walter P. William Lau y Martishius, y producida por Mainframe Entertainment. Es la séptima dentro de la serie de películas animadas por computadora de Barbie, y una secuela directa de Barbie: Fairytopia. 
La película está protagonizada por Kelly Sheridan como la voz de Elina y Chiara Zanni como la voz de Nori. 
La trama sigue poco después de los acontecimientos de Barbie: Fairytopia, centrándose en un hada llamada Elina y una sirena llamada Nori que intentan rescatar a Nalu, príncipe tritón, de las garras de la malvada Laverna. 
Al igual que todas las películas CGI de Barbie, una línea de muñecas y juguetes fueron producidos y liberados con la película.

## Trama
La trama de esta película comienza poco después de los acontecimientos de la primera película, con Elina volando por el aire que todavía no puede creer que tiene alas. Pronto, Elina sabe de una joven mariposa del mar que su amigo Nalu, el príncipe tritón, ha sido secuestrado por varios hongos de Laverna, en la Ensenada de Cristal. La desterrada Laverna está buscando La Baya de la Inmunidad, una baya que causa que el que la coma sea inmune a toda magia. Desde que Laverna supo de la existencia de la baya envió a sus hongos tras Nalu, ya que este sabe donde encontrar la baya. 
Hongo Maximus, el líder de los hongos, amenaza con verter una botella de veneno mágico en el océano para destruir Mermaidia si Nalu no los lleva a la baya. Nalu acepta a regañadientes, y los hongos se lo llevan con ellos bajo el agua. Elina llega a la Cueva de Cristal poco tiempo después de esto, acompañada de su motita Bibble. Ella no encuentra ni rastro de Nalu, pero se encuentra con una sirena llamada Nori. Nori había planeado reunirse Nalu en la caleta y no conoce la razón de su ausencia. Cuando Elina le dice del secuestro, Nori insiste en ir ella misma a rescatar al príncipe. Elina utiliza algas mágicas para respirar bajo el agua y la sigue. Mientras tanto, Nalu ha retrasado a los hongos en su búsqueda porque los llevó a un lugar en el océano llamado el carrusel de la confusión, donde la gente se olvida lo que estaba haciendo. Esto le permite dirigirlos en círculos por un largo tiempo hasta que Maximus finalmente se de cuenta y le ordena a Nalu que los saque de allí. 
Elina pronto llega a Mermaidia y encuentra a Nori tratando de saber la ubicación del oráculo delfín, para que pueda preguntarle dónde encontrar a Nalu. Las únicas personas que conocen la ubicación del Delfín son los merfairies, con quienes es casi imposible hablar. Después de que Elina ayuda hablando con la merfairies, Nori sabe donde se encuentra el Delphine y ambas van a buscar el oráculo. Delphine les dice que tendrán que viajar hasta el fondo de las profundidades de la desesperación para encontrar el espejo de la niebla, que las llevará a Nalu. También les dice que Elina tendrá que cambiar sus alas por una cola para poder nadar lo suficientemente fuerte como para llegar al espejo. Delphine le da a Elina un collar de perlas mágicas que le permita hacer este cambio. Sin embargo, si Elina no se sale del agua en una cierta cantidad de tiempo, ella seguirá siendo una sirena para siempre. 
Elina y Nori viajan a las profundidades de la desesperación, Nori es pronto atrapada por una de las plantas marinas hostiles. Elina no puede nadar lo suficientemente rápido para rescatar a Nori, por lo que se ve obligada a usar el collar para convertirse en una sirena. A continuación, libera a Nori y alcanzan el espejo de la niebla de la caverna en el fondo de las profundidades de la desesperación. El espejo les muestra una imagen de Nalu, y crea un burbuja mágica para que la siguieran. La burbuja las lleva a la entrada de una cueva llena de chimeneas termales hirviendo. Nori cuidadosamente pasa a través, y encuentran que más allá de las rejillas de ventilación se encuentra una caverna llena de frutos mágicos. Cuando Nori y Elina llegan a la superficie, ven a Nalu siendo custodiado por dos hongos. Mientras Bibble los distrae, las dos sirenas liberan al príncipe. 
Nalu les agradece al ser rescatado, pero les dice que el líder de los hongos ha llegado a la cueva donde la baya de la inmunidad crece. Los tres combaten con el hongo para recoger la baya que Maximus ha agarrado. Tienen éxito cuando secretamente cambian la baya con un sustituto similar, pero Elina no salió fuera del agua a tiempo y está por siempre atrapada en forma de sirena. Pero a sugerencia de Nori, Elina decide arriesgarse a comer una de las bayas que te dicen tu verdadero ser para probar si así puede tener su alas de vuelta. Ella tiene éxito, ganando alas aún más espectaculares que las que había tenido antes. Nori y Nalu revelan su amor el uno al otro y Elina vuelve a Fairytopia. También se revela que Nori no quería que Elina la acompañe porque creía que Elina y Nalu estaban enamorados el uno del otro, pero ellos le aclaran que ellos solo son amigos. Aunque en Barbie Fairytopia Nalu siente una atracción por Elina y viceversa, pero en Barbie Fairytopia: Mermaidia deciden quedar solo como amigos.
Mientras tanto, Laverna da un bocado de lo que ella cree que es la baya de la inmunidad y se encuentra convertido en un sapo. Ella jura vengarse de Elina. Al final, Elina regresa a la Pradera y es felicitada por el hada guardiana Azura, y Dandelion le pide que le cuente todo lo que sucedió.

## Reparto
| Personajes       | Voz Original Estados Unidos | Doblaje en Venezuela | Doblaje en España       |
| ---------------- | --------------------------- | -------------------- | ----------------------- |
| Barbie/Elina     | Kelly Sheridan              | Melanie Henríquez    | Mar Bordello            |
| Nori             | Chiara Zanni                | Valeria Castillo     | Sandra Jara             |
| Bibble           | Lee Tockar                  | Lee Tockar           | Héctor Garay            |
| Laverna          | Kathleen Barr               | Elena Díaz Toledo    | María Julia Díaz        |
| Príncipe Nalu    | Alessandro Juliani          | Ángel Balam          | Carlos Castel           |
| Azura            | Venus Terzo                 | Soraya Camero        | Pepa Castro             |
| Max              | Christopher Gaze            | Carlos Vitale        | Eduardo Gutiérrez       |
| Dandelion        | Tabitha St. Germain         | Anabella Silva       | Beatriz Berciano        |
| Mariposa del mar | Andrea Libman               | Yensi Rivero         |                         |
| Delfina          | Nicole Oliver               | Ivette García        | María Antonia Rodríguez |
| Hada Púrpura     | Venus Terzo                 | Lidia Abautt         |                         |
| Hada Rosa        | Teryl Rothery               | Marycel González     | Elena Palacios          |
| Hada Amarilla    | Brittney Wilson             | Yaraibi Alcedo       | Cristina Yuste          |